# Panzergrenadierbrigade 38
Die Panzergrenadierbrigade 38 „Sachsen-Anhalt“ war eine Brigade mit Stationierungsraum in Sachsen-Anhalt und Thüringen und Sitz des Stabes zuletzt in Weißenfels. Die Brigade wurde Ende 2002 außer Dienst gestellt und war bis zuletzt der 13. Panzergrenadierdivision unterstellt.

## Verbandsabzeichen
Das Wappen ist fast identisch mit dem Wappen des Landes Sachsen-Anhalt. Es wurde um das Hoheitssymbol des deutschen Heeres, das Eiserne Kreuz, ergänzt. Das Wappen zeigt im oberen Schild den sächsischen Rautenkranz mit einem preußischen Adler im heraldisch linken oberen Feld, das die ehemalige preußische Provinz Sachsen symbolisiert. Im unteren Feld findet man den schreitenden askanischen Bären auf einer Mauer als Symbol des früheren Freistaates Anhalt. Damit griff die Brigade nicht die heraldischen Symbole der ihr ursprünglich übergeordneten Division auf, wie dies für die Brigaden der Bundesrepublik vor 1990 üblich war. Auch war ihr Wappenschild von einer silbernen Kordel mit eingeflochtenem schwarzen Wappen umrandet. Auch diese Umrandung war bis 1990 nicht üblich für eine bundesdeutsche Brigade, sondern war vor allem den Divisionen vorbehalten. Ein Grund mag die Aufstellung als Heimatschutzbrigade sein, die sich in ihrer heraldischen Darstellung nicht an der Wappensystematik des Feldheeres orientierte. Vielmehr stand der territoriale Aspekt im Vordergrund, so dass die Brigade auf das Wappen ihrer „Heimat“ zurückgriff.

## Geschichte
1991 wurde die Brigade in Halle an der Saale als Heimatschutzbrigade 38 aus Teilen der 11. Motorisierten Schützendivision der NVA in Dienst gestellt. Der Brigade wurde bereits zu Beginn der Beiname „Sachsen-Anhalt“ verliehen. 1991 verlegte der Stab von Halle nach Weißenfels. Die Brigade wurde 1995 in Panzergrenadierbrigade 38 umbenannt.
1999 wurden Teile der Brigade in Bosnien-Herzegowina (SFOR) verwendet. 2001/2002 wurden die Soldaten der Brigade nochmals auf dem Balkan eingesetzt, bevor 2002 die Auflösung der Brigade begann. Dazu wurden die Panzerpionierkompanie 380, das Panzergrenadierbataillon 381 und das Panzerartilleriebataillon 385 aufgelöst. Das Panzerbataillon 383 wechselte zur Panzerbrigade 12 und wurde erst am 30. Juni 2007 als letzter aktiver Verband aufgelöst. Die Brigade wurde am 20. Dezember 2002 offiziell aufgelöst.

## Aufbau
Zur Brigade gehörten
- das Panzergrenadierbataillon 381 (Bad Frankenhausen),
- das Panzerbataillon 383 (Bad Frankenhausen),
- das Panzerartilleriebataillon 385 (Weißenfels).

Daneben unterstand der Brigade auch die
- Stabskompanie PzGrenBrig 38 (Weißenfels),
- die Panzerpionierkompanie 380 (Weißenfels),
- die Panzeraufklärungskompanie 380 (Gotha) und
- die Panzerjägerkompanie 380 (Weißenfels, teilaktiv ab ca. 1995).

Teilaktiv waren auch das PzGrenBtl 382, das PzBtl 384 (beide Bad Frankenhausen) und die FErsKp 380.

## Kommandeure
Die Brigade wurden kommandiert durch (Dienstgrad bei Kommandoübernahme):
| Nr. | Name                        | Beginn der Berufung | Ende der Berufung |
| --- | --------------------------- | ------------------- | ----------------- |
| 5   | Oberst Alois Bach           | 25.09.1998          | 31.12.2002        |
| 4   | Oberst Peter Nagel          | 29.09.1995          | 25.09.1998        |
| 3   | Oberst Rolf Schneider       | 01.04.1994          | 29.09.1995        |
| 2   | Oberst Christian Millotat   | 01.07.1991          | 31.03.1994        |
| 1   | Brigadegeneral Fritz Eckert | 01.12.1990          | 23.07.1991        |